# WaT
WaT (Wentz and Teppei) är en japansk popduo bestående av Eiji Wentz och Teppei Koike. Båda sjunger och spelar gitarr, samt skriver låtar. De grundade WaT 2003, och deras debutsingel Boku no Kimochi kom ut 2005.